# Haroldo Leon Peres

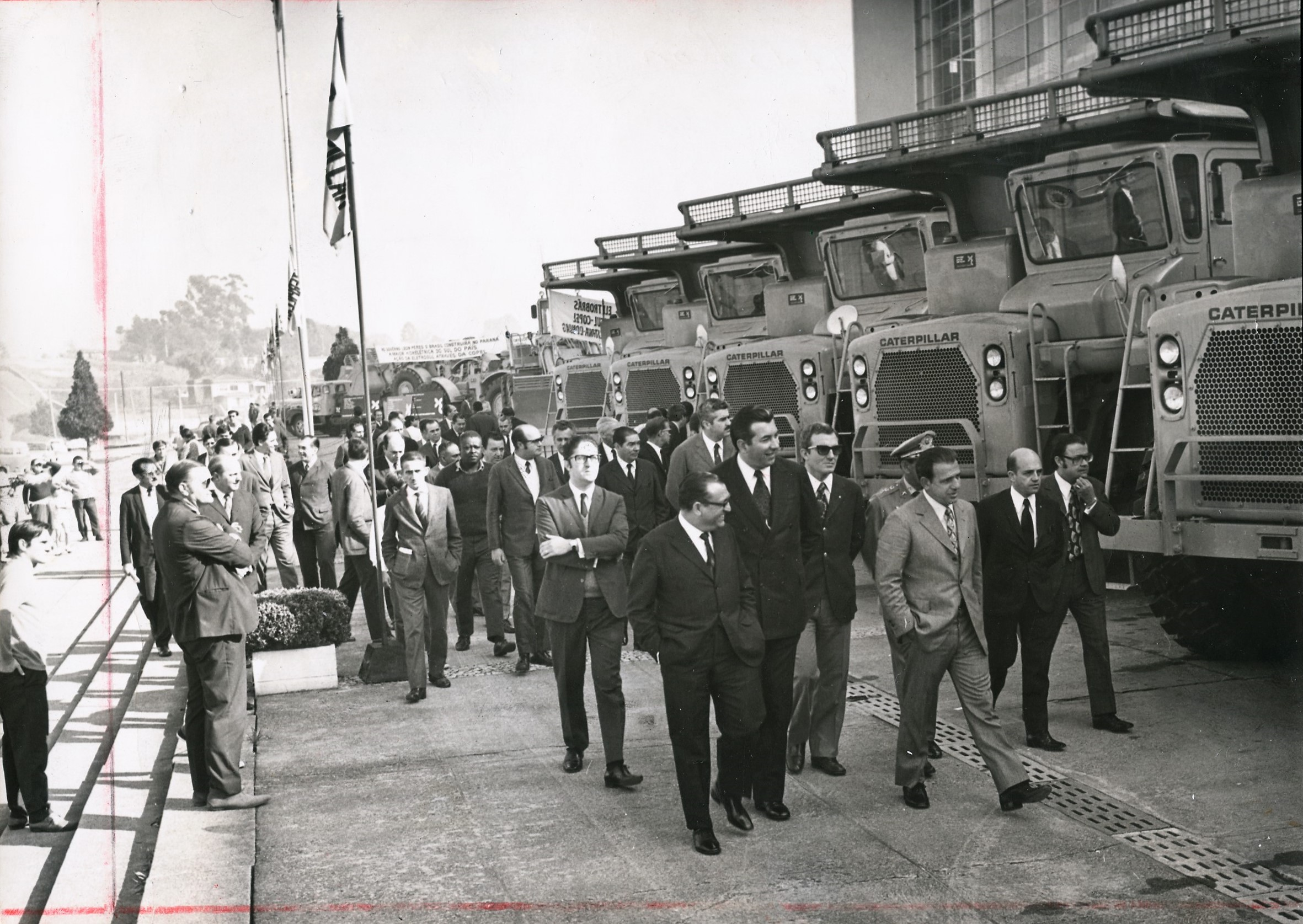
Haroldo Leon Peres inspeciona equipamentos na usina hidrelétrica de Salto Osório, em 5 de agosto de 1971.

Capa da revista Veja de 01 de Dezembro de 1971

Haroldo Leon Peres (Rio de Janeiro, 2 de maio de 1922 — Maringá, 16 de setembro de 1992) foi um advogado e político brasileiro.
Governou o Estado do Paraná entre 15 de março de 1971 ate dezembro deste mesmo ano.

## Biografia
Começou sua vida profissional como bancário e formou-se em Direito pela Faculdade Nacional, em 1952. Depois de concluído o curso superior, dedicou-se à advocacia.
Transferiu residência para Maringá, no Paraná, onde instalou banca de advogado e ingressou na política, na antiga União Democrática Nacional. Militou igualmente no magistério, como professor da Faculdade de Direito da Universidade de Maringá. 
Fez incursões na iniciativa privada, tendo exercido cargos de direção na Cofebraz e Indopasa. Integrou os quadros da Associação Paranaense de Cafeicultura. 
Elegeu-se deputado estadual em duas mandatos e federal, tendo no exercício desses mandatos ocupado posições de liderança, graças à sua oratória fluente e incisiva. No plano estadual foi vice-presidente da Assembléia Legislativa, e no federal vice-líder da maioria, pela Aliança Renovadora Nacional. 
Teve participação ativa no golpe de 1964, o que lhe valeu a simpatia das lideranças governamentais, inclusive pelos seus discursos veementes e inflamados na Câmara dos Deputados. Por ocasião da sucessão estadual em 1971, seu nome ganhou as preferências do Palácio do Planalto, referendado, posteriormente, pelas lideranças partidárias que davam sustentação ao governo. Eleito, por via indireta, tomou posse no dia 15 de março de 1971, conclamando a sociedade paranaense ao diálogo e à participação.
Disse no seu discurso, naquele dia: "Governo é aproximação, diálogo, governo é soma, é entrosamento, é solidariedade, é participação. Buscarei o alcance da justiça, sob a tutela da lei, tanto aos pequenos e desavisados que a transgridem, quanto, e sobretudo, aos poderosos e ou detentores da autoridade pública que, por essa condição, têm obrigação de não atentar contra os interesses juridicamente protegidos do povo ou do Estado". Todavia, seu governo se viu mergulhado em permanentes crises.
Acusado de procedimentos ilícitos e em rota de colisão com lideranças influentes das áreas da política, do judiciário e da comunicação, defrontou-se com impasses que lhe obrigaram a renúncia. Questionado, mais tarde, sobre esse episódio, defendeu-se em entrevista à revista Quem (dez. 1979, nº 11): "Volto a reafirmar que eu nunca fui cassado, nunca fui processado, não existe contra mim, pelo menos não deve existir, porque senão eu teria sido notificado, nenhum processo pendente". 
Governou apenas sete meses, sendo forçado pelo Governo Federal a renunciar, depois de ser flagrado pedindo US$1 milhão ao construtor Cecílio do Rego Almeida, que gravou a conversa. Dedicou-se ao magistério superior e à advocacia, onde começou sua carreira política. 
Até a década de 2010, foi o único governador do Paraná ao qual o Tribunal de Contas estadual rejeitou a prestação de contas.